# سلطانه آیت حمو
سلطانه آیت حَمّو (زادهٔ ۲۱ مهٔ ۱۹۸۰) دوندهٔ دو نیمه‌استقامت مغربی است که در ۸۰۰ متر تخصص دارد. او نماینده کشورش در بازی‌های المپیک تابستانی ۲۰۰۴ بود و همچنین در مسابقات جهانی دو و میدانی و مسابقات دو و میدانی داخل سالن جهان شرکت کرده است. او همچنین برندهٔ مدال طلا در چندین رویداد مهم از جمله بازی‌های مدیترانه‌ای ۲۰۰۱، بازی‌های جهانی نظامی ۲۰۰۳، بازی‌های پان عرب ۲۰۰۷ و بازی‌های فرانکفونی ۲۰۰۹ بوده است.
او در سال ۲۰۰۸ به دلیل از دست دادن سه آزمایش دوپینگ، یک سال از ورزش دو و میدانی محروم شد. او خواهر آمینه آیت حمو، یکی دیگر از ورزشکاران موفق مغربی در دوی نیمه‌استقامت است.

## حرفه
متولد قنیطره، او اولین حضور بین‌المللی خود را برای مغرب در مسابقات جهانی دوی صحرانوردی در سال ۱۹۹۸ انجام داد، جایی که در مسابقه‌ای طولانی شصتمین بود. او در مسابقات دو و میدانی قهرمانی نوجوانان جهان در سال ۱۹۹۸ در ۱۰٬۰۰۰ متر دوازدهم شد و در مسابقات قهرمانی دوی صحرانوردی در سال ۱۹۹۹ در مسابقهٔ نوجوانان شرکت کرد.اولین افتخارات نوجوانان او در مسابقات قهرمانی دو و میدانی نوجوانان آفریقا در سال ۱۹۹۹ به دست آمد، جایی که در آن در دوی ۱۵۰۰ متر پشت جروتو کیپتوم، نقره به دست آورد. او خواهر بزرگترش آمینه آیت حمو را متقاعد کرد که از هندبال و فوتبال به دو و میدانی تغییر مسیر دهد، که منجر به موفقیت‌های زیادی برای این دو نفر شد. سلطانهٔ جوان‌تر اولین کسی بود که مدال‌های بین‌المللی را کسب کرد، زیرا در بازی‌های مدیترانه‌ای ۲۰۰۱ قهرمان دوی ۸۰۰ متر شد.سال بعد او در مسابقات دو و میدانی قهرمانی آفریقا در سال ۲۰۰۲ مقام پنجم را کسب کرد و مدال طلای ۸۰۰ متر و نقرهٔ ۴۰۰ متر را در بازی‌های نظامی آفریقا ۲۰۰۲ به دست آورد.
آیت هامو برای اولین بار در مسابقات جهانی دو و میدانی ۲۰۰۳ در پیست جهانی شرکت کرد و به فینال ۸۰۰ متر نزدیک شد و در نیمه نهایی خود سوم شد (که خواهرش برنده شد و در فینال چهارم شد).
اولین مسابقه داخل سالن بزرگ او در قالب مسابقات جهانی دو و میدانی ۲۰۰۳ انجام شد و او به نیمه نهایی رسید و پنجم شد. اولین المپیک او نیز در همان سال در المپیک ۲۰۰۴ آتن برگزار شد و او دوباره به نیمه نهایی سطح جهانی رسید، اما او و خواهرش به همان سرنوشت دچار شدند و در آن مرحله حذف شدند.رقابت بزرگ دیگر او در آن سال، بازی‌های پان عرب ۲۰۰۴ در الجزیره بود که در آن مدال نقره را به دست آورد.او در مسابقات جهانی دو و میدانی ۲۰۰۵ دوید و نتوانست از مرحلهٔ مقدماتی عبور کند، اما در پایان سال در مسابقات دو و میدانی ۲۰۰۵ دوی ۸۰۰/۱۵۰۰ متر به ثمر رساند.
آیت حمو در مسابقات پان عرب ۲۰۰۷ مدال طلای ۱۵۰۰ متر را به دست آورد و همچنین به خواهرش در تیم مغرب پیوست تا نقرهٔ ۴×۴۰۰ متر را به دست آورد.پس از حذف در نیمه نهایی در مسابقات قهرمانی داخل سالن جهان ۲۰۰۸، او برای شرکت در بازی‌های المپیک تابستانی ۲۰۰۸ آماده می‌شد با این حال، این اتفاق نیفتاد، زیرا هم او و هم خواهرش توسط اتحادیه بین‌المللی فدراسیون‌های دو و میدانی به دلیل از دست دادن سه آزمایش دوپینگ خارج از مسابقات بین ژوئن ۲۰۰۷ تا مه ۲۰۰۸ از مسابقات محروم شدند که منجر به محرومیت یک سالهٔ آنان از این ورزش شد. او در پایان فصل ۲۰۰۹ بازگشت و در سال ۲۰۰۹ در بازی‌های فرانکوفنی شرکت کرد. او طلای ۸۰۰ متر را به دست آورد و همچنین ۱۵۰۰ متر برنز را به دست آورد، ابتسام لخواض و سهام هلالی دیگر مدال آوران بودند.

## بهترین‌های فردی
| رویداد      | زمان (دقیقه) | محل برگزاری      | تاریخ        |
| ----------- | ------------ | ---------------- | ------------ |
| دو ۱۵۰۰ متر | ۱:۵۹٫۵۹      | گیتس‌هد، انگلستان | ۱۱ ژوئن ۲۰۰۶ |
| دو ۳۰۰۰ متر | ۴:۱۲٫۹       | مکناس، مغرب      | ۲۴ مه ۲۰۰۳   |
| دو ۸۰۰ متر  | ۸:۵۹٫۲       | رباط، مغرب       | ۲۴ مه ۱۹۹۸   |

- تمام اطلاعات از نمایه IAAF گرفته شده است.